# Alīda Ābola

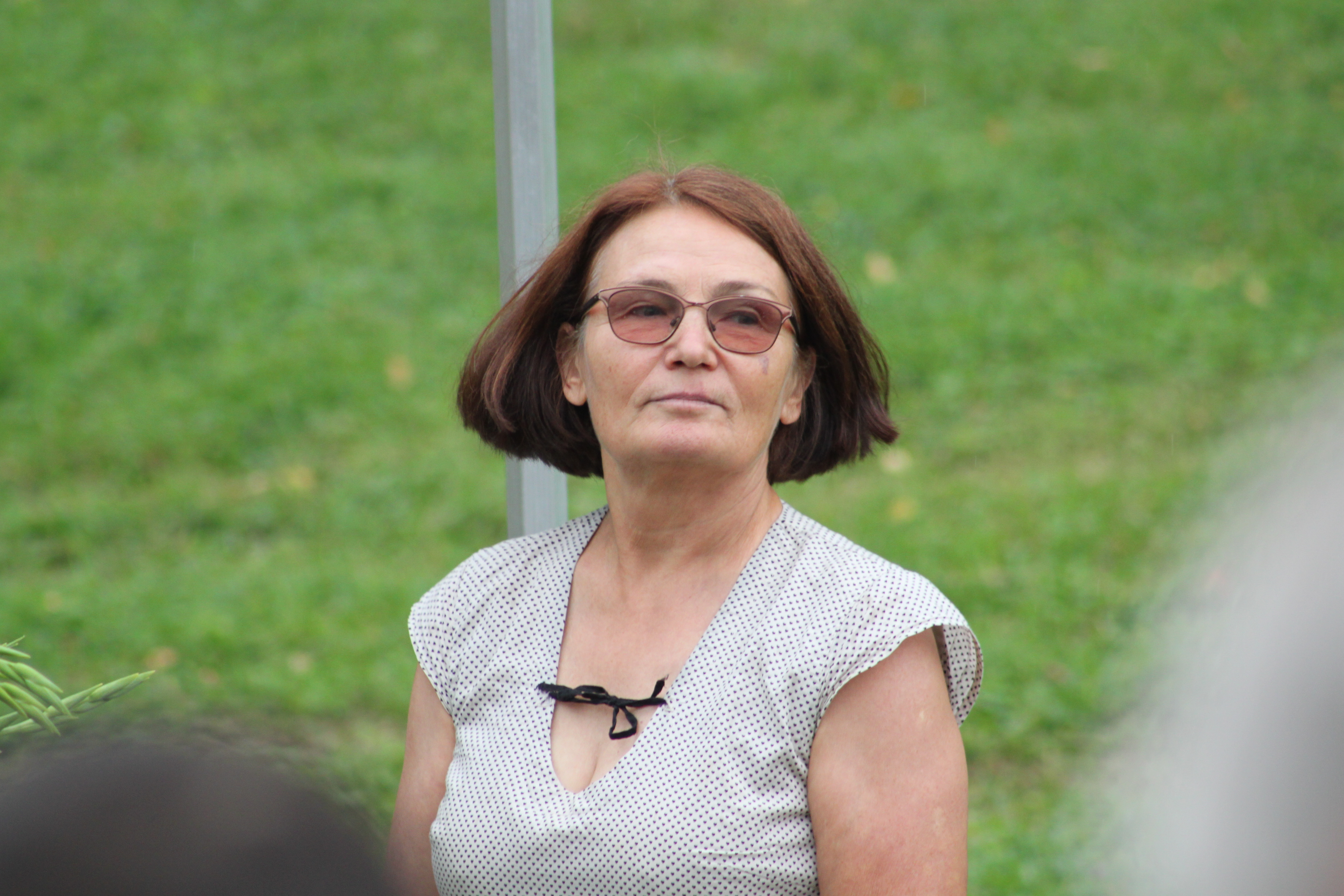
Alīda Ābola, 2018

Alīda Ābola (* 29. November 1954) ist eine ehemalige lettische Orientierungsläuferin.
Ābola begann als 18-Jährige mit dem Orientierungslauf. Bei ihrer ersten Weltmeisterschaftsteilnahme 1989 war sie aber bereits 34 Jahre alt. Im schwedischen Skövde gelang ihr der Gewinn der Bronzemedaille im Einzelrennen der Frauen hinter Marita Skogum aus Schweden und Jana Galíková aus der Tschechoslowakei. In der sowjetischen Staffel mit Ede Umarik, Irina Namowir und Danutė Girinskaitė erreichte sie Platz fünf. Nach dem Zusammenbruch der Sowjetunion startete Abola noch bei den Weltmeisterschaften 1993 und 1995 für Lettland, erreichte dabei aber keine nennenswerte Erfolge mehr.
Ābola lebt heute im lettischen Sigulda und startet weiter bei Orientierungslauf-Wettkämpfen wie zum Beispiel den sogenannten Weltmeisterschaften der Masters. Alīda Ābola läuft auch Marathon. Ihre Bestzeit hier steht bei 3:12 Stunden.

## Platzierungen
| Weltmeisterschaften | Sprint | Mittel | Lang | Staffel |
| ------------------- | ------ | ------ | ---- | ------- |
| 1989 Skaraborg      |        |        | 3.   | 5.      |
| 1993 West Point     |        | 36.    | 38.  |         |
| 1995 Detmold        |        |        | 36.  | 17.     |